# هال كوك
هال كوك (بالإنجليزية: Hal Cook)‏ هو موظف مدني أسترالي، ولد في 10 أكتوبر 1912، وتوفي في 4 يناير 1990.